# 森真
森 真（森 眞、もり しん、1940年（昭和15年）2月24日 - 2021年（令和3年）9月3日）は、日本の政治家。岐阜県各務原市長（4期）、岐阜県議会会議員、社会党岐阜県本部委員長、民主党岐阜代表代行などを歴任した。

## 来歴
岐阜県岐阜市出身。岐阜県立岐阜高等学校、早稲田大学第一法学部卒業。会社員から地元紙の新聞記者を経て、社会党の書記長だった山本幸一の秘書を務めた。2度の落選を経て、1979年に岐阜県議会議員選挙に当選し5期務めた。
1997年に各務原市長選に立候補し当選。2013年の任期満了に伴う同市長選で新人の浅野健司に敗れ、落選するまで4期務めた。
2015年、旭日中綬章を受章。
2021年9月3日14時15分、誤嚥性肺炎のため死去。81歳没。死没日をもって従四位に叙される。

## 市政

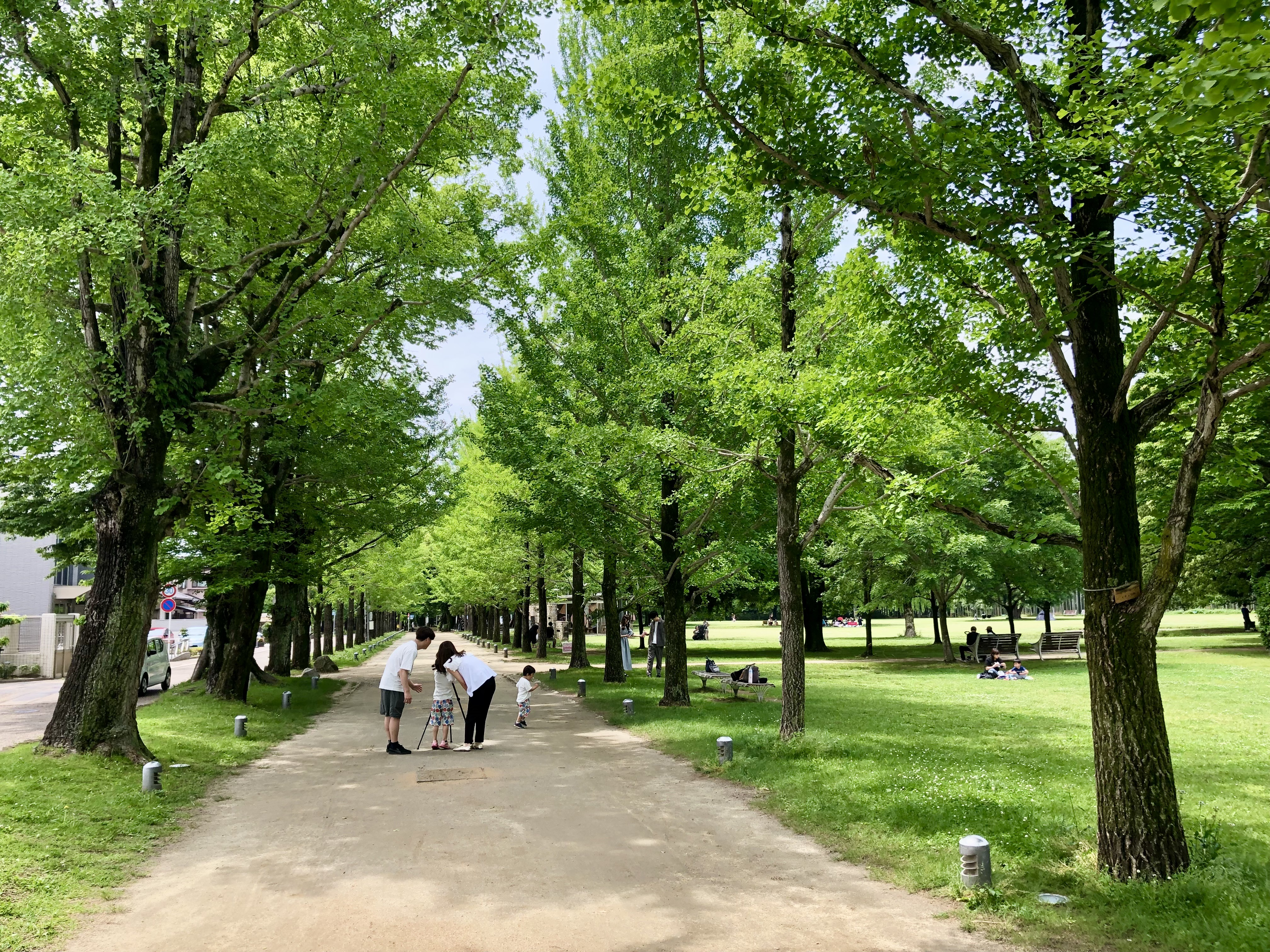
森は韓国の春川市との姉妹都市提携1周年記念イベント（2004年11月～12月）に向けて、旧岐阜大学農場跡地を整備。跡地は2005年9月10日、都市公園「学びの森」としてオープンした。

- 1999年、韓国から、ITやアニメーションなど知識産業の育成に力を入れていた春川市[5]と、世界科学都市連合の主宰都市の大田広域市の2市の視察団が各務原市を訪問。春川市の市長は、二十一世紀未来産業都市交流協定の提案をし、かつ森を招聘した。同年7月、森は産業交流視察団を結成し、両市を訪問した[6]。そして各務原市と春川市との間で「知識・情報・技術及び人力交流協約書」が締結された。2000年4月からは市の職員を相互に派遣する人材交流も行われた[5][4]。2002年1月から3月にかけて、KBS 2TVのテレビドラマ『冬のソナタ』が放映。春川市は登場人物たちの生まれ故郷として描かれ、かつロケ地ともなったことから本国で広く知られることとなった。『冬のソナタ』は2003年4月から9月にかけてNHKのBS2で放映される。これを契機として、各務原市は同年10月31日、春川市と姉妹都市提携を結んだ[4][7]。なお、春川市は、島根県議会が2005年3月16日に「竹島の日を定める条例」を制定したことに抗議し、同年同月、姉妹都市提携の無期延期を発表している[4]。

- 2004年7月23日、森は春川市を訪問。姉妹都市提携1周年記念イベントの計画を伝え、『冬のソナタ』の俳優の招聘の要請を行った。しかし森は市議会に対し事前の連絡をせず、かつ10人の市議が議員交流協約の締結のため同市を訪問中の出来事であったため、のちに議会から批判を浴びた。森は、各務原市那加福祉センターの前にあるメタセコイアの並木が、ちょうどドラマ内でデートの舞台となった南怡島の並木道と似ていることに着目し、1周年記念イベントに向けて、旧岐阜大学農場跡地の拡張整備を行い、イチョウを植えることを決めた。7月30日、市はイベント計画の概要を議会に説明した[8]。9月、イベント事業費として市は1,086万円を計上した[9]。春川市との共催事業であったため、本来払うべき肖像権料がカットされ、支出を低くおさえられた[10]。
同年11月6日、姉妹都市提携1周年記念イベント「『冬のソナタ』春川物語」が開幕[11]。ドラマでキスを交わしたベンチを、春川市から同型のものを譲り受け、各務原市那加福祉センターの前庭に設置した。屋内会場にはドラマのセットも再現した。期間中「春川市の日」を設け、韓国の伝統舞踊、国楽の公演など、韓国文化を広く紹介した。1周年記念イベントは51日間の開催期間中、約70万人が訪れ、経済効果は約66億円と試算された[4][12]。

- 2005年1月22日、市はキムチによるまちおこしを行うべく、農協、飲食業者などと組織横断的に「キムチ日本一の都市（まち）研究会」を結成。研究会は各務原市のニンジンと春川市の特産品である松の実を使用することを発案。同年11月、「各務原キムチ」が発売開始された[4][5][13]。

- 同年9月10日、拡張整備された並木道周辺は都市公園「学びの森」としてオープンした。

- トヨタ自動車の「カイゼン運動」を取り入れるなどの積極的な行財政改革を進めた。